# Ciclismo nos Jogos Olímpicos Intercalados de 1906
Nos Jogos Olímpicos Intercalados de 1906 em Atenas, 6 eventos do ciclismo foram realizados, todos masculinos. Denominados Jogos Intercalados, a edição de 1906 não é considerada oficial pelo Comitê Olímpico Internacional.

## Medalhistas
Masculino
| Evento           | Ouro                                     | Prata                          | Bronze                               |
| ---------------- | ---------------------------------------- | ------------------------------ | ------------------------------------ |
| Estrada          | Fernand Vast · França                    | Maurice Bardonneau · França    | Edmond Luguet · França               |
| Velocidade       | Francesco Verri Itália                   | Herbert Bouffler Grã-Bretanha  | Eugène Debongnie · Bélgica           |
| Contra o relógio | Francesco Verri Itália                   | Herbert Crowther Grã-Bretanha  | Henri Menjou · França                |
| Tandem           | John Matthews Arthur Rushen Grã-Bretanha | Bruno Götze Max Götze Alemanha | Karl Arnold Otto Küpferling Alemanha |
| 5 km             | Francesco Verri Itália                   | Herbert Crowther Grã-Bretanha  | Fernand Vast · França                |
| 20 km            | William Pett Grã-Bretanha                | Maurice Bardonneau · França    | Fernand Vast · França                |

## Quadro de medalhas
| Ordem | País         | Medalha de ouro | Medalha de prata | Medalha de bronze | Total |
| ----- | ------------ | --------------- | ---------------- | ----------------- | ----- |
| 1     | Itália       | 3               | 0                | 0                 | 3     |
| 2     | Grã-Bretanha | 2               | 3                | 0                 | 5     |
| 3     | França       | 1               | 2                | 4                 | 7     |
| 4     | Alemanha     | 0               | 1                | 1                 | 2     |
| 5     | Bélgica      | 0               | 0                | 1                 | 1     |
|       |              |                 |                  |                   |       |
| Total | Total        | 6               | 6                | 6                 | 18    |